# Зимовье-Вагай
Зимовье-Вагай — село в Омутинском районе Тюменской области России. Входит в состав Вагайского сельского поселения.

## История
До 1917 года входила в состав Омутинской волости Ялуторовского уезда Тобольской губернии. По данным на 1926 год село Зимовье Вагайское состояло из 207 хозяйств. В административном отношении являлось центром Вагайского сельсовета Новозаимского района Тюменского округа Уральской области.

## Население
| 2010 |
| ---- |
| 153  |

По данным переписи 1926 года в селе проживало 984 человека (452 мужчины и 532 женщины), в том числе: русские составляли 100 % населения.
Согласно результатам переписи 2002 года, в национальной структуре населения русские составляли 95 % из 159 чел.